# Teatro Vital Aza (Lena)
El teatro Vital Aza es un centro cultural de la parroquia de Pola de Lena, en el concejo asturiano de Lena (España).

## Historia
El teatro se inauguró en 1954 con la proyección de la película Duelo al sol. Estuvo gestionado por la empresa Pesquera. Su última proyección comercial tuvo lugar en 1995. Durante unos años se usó como un centro cultural tras ser adquirido por el Ayuntamiento en 1997. Su cierre tuvo lugar en 1999. Comenzó entonces un proceso de reforma que finalizó en 2004. Su nombre se debe al escritor y periodista Vital Aza, natural de Lena.

## Descripción
La reforma llevada a cabo a partir del año 2000 desfiguró por completo la fachada original, mucho más clásica, propia del estilo autárquico de los años 50. En la actual fachada principal se abre un gran ventanal acristalado. Se accede por una gran puerta con sendas taquillas a los lados, similar al antiguo teatro. El interior cuenta con 388 localidades repartidas entre patio de butacas y palco general. Cuenta con escenario, pantalla, cabina de reproducción y diferentes aulas auxiliares.